# Amphistomus opacus
Amphistomus opacus là một loài bọ cánh cứng trong họ Bọ hung (Scarabaeidae).